# Saint-André-le-Gaz
Saint-André-le-Gaz este o comună în departamentul Isère din sud-estul Franței. În 2009 avea o populație de 2.404 de locuitori.

## Evoluția populației
| An        | 1975  | 1982  | 1990  | 1999  | 2006  | 2009  |
| --------- | ----- | ----- | ----- | ----- | ----- | ----- |
| Populație | 1.526 | 1.641 | 1.903 | 1.961 | 2.291 | 2.404 |